# ییرژی بارتوشکا
ییرژی بارتوشکا (چکی: Jiří Bartoška؛ زادهٔ ۲۴ مارس ۱۹۴۷، درگذشت ۸ مه ۲۰۲۵‏) بازیگر اهل جمهوری چک بود.
او در سال ۲۰۰۰ میلادی برندهٔ شیر چک بهترین بازیگر مکمل مرد شد.